# KNSB-bekercompetitie
De KNSB-bekercompetitie is een schaakcompetitie in Nederland onder auspiciën van de Koninklijke Nederlandse Schaakbond.
De bekercompetitie wordt georganiseerd voor verenigingsteams en teams van regionale bonden. Elke schaakvereniging die met ten minste een team speelt in een van de KNSB-competities mag deelnemen. Mocht een regionale schaakbond geen teams hebben in de KNSB-competitie, dan mag de bond een team afvaardigen. De teams die het seizoen ervoor ook nog meededen in de KNSB-competitie mogen ook meedoen aan de KNSB-bekercompetitie.

## Indeling
De bekercompetitie wordt gehouden tussen 1 oktober en 31 mei, waarbij er elke maand een wedstrijdronde wordt gehouden. De teams worden zo veel mogelijk regionaal ingedeeld over vier poules. Zo nodig zullen er in elke poule voorrondes gespeeld worden, om tot een macht van twee uit te komen voor de eerste ronde. De winnaar van elke poule plaatst zich voor de finaleronde van de KNSB-bekercompetitie. Deze bestaat uit een halve finale en een finale. De finaleronde wordt georganiseerd door de KNSB op neutraal terrein.

## Teams
De wedstrijden worden door de verenigingen gespeeld in een team van vier personen. Elke vereniging heeft twee keer wit en twee keer zwart. Hierbij heeft de thuisspelende ploeg op bord 2 en bord 4 wit. Zolang er nog in de poule wordt gespeeld, worden de wedstrijden gehouden op de clubavond van de thuisspelende ploeg, tenzij anders overeengekomen door de teamleiders. Het speeltempo in de poules bedraagt 35 zetten in 105 minuten + 15 minuten met behoud van de gespaarde tijd. Het speeltempo tijdens de finaleronde van alle partijen bedraagt in fischerklok 90 minuten voor de gehele partij. Vanaf zet 1 komt daar wel 30 seconden per zet bij.

## Bepalen van de uitslag
Na afloop van alle partijen worden alle behaalde punten bij elkaar opgeteld. De vereniging met de meeste bordpunten gaat door naar de volgende ronde, de verliezende partij is uitgeschakeld en heeft tijdens het lopende toernooi geen kans meer om de KNSB-bekercompetitie te winnen. Mocht een wedstrijd eindigen in een 2-2 gelijk spel, dan wordt er met gewisselde kleuren een partij snelschaak gespeeld. Hierbij hebben beide spelers 5 minuten bedenktijd voor de gehele partij. Mocht ook hier de stand in 2 - 2 eindigen, dan valt van de gewone partijen bord 4 af en is bord 3 bepalend. Mocht ook die partij in een remise eindigen, dan is bord 2 bepalend en ten slotte is bord 1 bepalend. Mochten alle partijen van de gewone partijen in remise geëindigd zijn, dan wordt er op dezelfde manier gekeken naar de snelschaakpartijen. Mocht ook uiteindelijk bord 1 bij het snelschaken geen beslissing gevallen zijn, wordt er geloot.